# Open Travel Alliance
De Open Travel Alliance (OTA) is in 1999 opgericht, hoofdvestiging in Washington (VS,) voor het tot stand komen van Crossindustrie afspraken binnen de reissector voor de uitwisseling van informatie. De uitwisseling gebeurt onder andere in een XML format. De ledenlijst is op te delen in:
- De leveranciers/beheerders van computerreserveringssystemen (CRS)
- De leveranciers van reisgegevens,
- De reisagenten/internetportalen.
- Leveranciers van software
- Leveranciers van hardware

## Leden

### Decomputerreserveringssystemen(CRS)
- Amadeus IT Group
- Galileo International
- Worldspan
- Sabre Holdings

### Leveranciers van hardware
- IBM

### Leveranciers van software
- Microsoft
- Open Travel Software
- SAP AG
- Protel Software

### Diversen
- Air Transport Association
- Airlines Reporting Corporation
- Airline Tariff Publishing Company (ATPCO)
- SITA

### De reisagenten/internetportalen en de leveranciers van reisgegevens
- Accenture
- Accor
- Accovia
- AgentWare
- AirTran Airways
- Altius Par
- American Airlines
- American Automobile Association
- American Hotel & Motel Association
- American Tours International, LLC
- Amtrak
- ANC Rental
- ARINC
- ATLAS Solutions
- Auto Europe
- Axisdata
- BASK
- Baymont Inns and Suites
- Best Western International
- BTI Canada
- Car Trawler
- Carlson Hospitality
- Cendant Car Rental Group
- Cendant Corporation
- CNG Travel Group, PLC
- Computerized Airline Sales & Marketing Association
- Contal Systems Pty. Ltd.
- Continental Airlines
- CSA Travel Protection
- Cultuzz Digital Media
- Datalex Communications USA
- Delta Air Lines
- Derbysoft
- Dollar Thrifty Automotive Group
- The Eastman Group
- EC Promotion Organization for Travel Industry
- EDS
- Elleipsis
- Electric Vine Interactive
- Enterprise Rent-A-Car
- Europecar Australia
- Europcar International
- Expedia
- Fidelio Cruise Software
- Friend Communications
- GHRS
- Globus and Cosmos
- Global Matrix
- Goldenware Travel Technologies
- Group Voyagers
- HEDNA
- Hertz Corporation
- Hilton Hotels Corporation
- Hospitality Solutions International
- Hotel Booking Solutions
- Hotel Concepts
- Hotel Information Systems
- Hotelzon International
- Hyatt Corporation
- IDeas Inc.
- IGM Web
- Integrityone
- Interactive Technologies
- InterContinental Hotels
- Interface Technologies
- IPEC
- ITA Software
- Itravelinsured
- KDS
- Lanyon
- Le Méridien Hotels & Resorts
- Leonardo Media
- LibGo Travel
- Lumina Technologies Pty Limited
- Marriott International
- Meridian7/AdventureCentral.com
- Midwest Airlines
- Multi-Systems Inc.
- National Golf Course Owners Association
- Navigant International
- Newmarket International
- Northrop Grumman
- Norwegian Cruise Line
- OAG Worldwide
- Omni Hotels
- OpenJaw Technologies
- Orange Technologies
- Orbitz
- Outrigger Hotels & Resorts
- Pass Consulting
- Passkey International
- Pegasus Solutions
- PlanSoft Corporation
- Realtime Enterprises
- Resonline
- Rezlink International
- Royal Caribbean
- The Rubicon Group
- Shanghai DerbySoft
- SideStep
- Site Visit
- SkyTech Solutions
- SoftBrands Hospitality
- Softvoyage
- Star Alliance
- Starwood Hotels & Resorts Worldwide
- Stena Line
- Strategic Systems Technology
- Sun Country Airlines
- Sun Microsystems
- Tauck World Discovery
- Telme Online Limited
- The Software Group
- Tourism British Columbia
- Tourco
- Tourism Technology
- Travel Technology Group
- Travel Technology Initiative
- Travelport
- Traventec
- TravTech.com
- Trilegiant Loyalty Solutions
- Trisept Solutions
- TRX
- Unisys Global Transportation
- United Airlines
- US Airways
- Vanguard Car Rental USA
- VFM Interactive
- Viator.com
- Virtuoso Ltd.
- Voyager Technologies
- WizCom International
- World Access Service Corporation

- Wotif.com